# جولیان گرسل
جولیان گرسل دی سی یونایتد(انگلیسی: Julian Gressel؛ زادهٔ ۱۶ دسامبر ۱۹۹۳) بازیکن فوتبال اهل آلمان است. او هم اکنون برای تیم فوتبال دی‌سی یونایتد بازی می‌کند .
از باشگاه‌هایی که در آن بازی کرده‌است می‌توان به باشگاه فوتبال آتلانتا یونایتد، باشگاه فوتبال آینتراخت بامبرگ، و باشگاه فوتبال دی‌سی یونایتد اشاره کرد.